# Радошково
Радошково (пол. Radoszkowo) — село в Польщі, у гміні Ксьонж-Велькопольський Сьремського повіту Великопольського воєводства.
Населення — 225 осіб (2011).
У 1975-1998 роках село належало до Познанського воєводства.

## Демографія
Демографічна структура станом на 31 березня 2011 року:
|          | Загалом | Допрацездатний вік | Працездатний вік | Постпрацездатний вік |
| -------- | ------- | ------------------ | ---------------- | -------------------- |
| Чоловіки | 115     | 29                 | 76               | 10                   |
| Жінки    | 110     | 22                 | 68               | 20                   |
| Разом    | 225     | 51                 | 144              | 30                   |